# Brad Lambert
Brad Lambert, född 19 december 2003, är en finländsk-kanadensisk professionell ishockeyforward som är kontrakterad till Winnipeg Jets i National Hockey League (NHL) och spelar för Manitoba Moose i American Hockey League (AHL).
Han har tidigare spelat för HIFK Hockey, JYP, Pelicans och Ilves i Liiga och Seattle Thunderbirds i Western Hockey League (WHL).
Lambert draftades av Winnipeg Jets i första rundan i 2022 års draft som 30:e spelare totalt. Han gjorde sin NHL-debut i april 2024 mot Vancouver Canucks, och plockade sin första assist i samma match.
Han är släkt med Lane Lambert, som är onkel till honom.

## Statistik
| 2019–2020    | HIFK Hockey          | Liiga        | 4  | 0  | 2  | 2  | 0  | —  | — | —  | —  | — |
| 2020–2021    | JYP                  | Liiga        | 46 | 7  | 8  | 15 | 18 | —  | — | —  | —  | — |
| 2021–2022    | JYP                  | Liiga        | 24 | 2  | 4  | 6  | 31 | —  | — | —  | —  | — |
|              | Pelicans             | Liiga        | 25 | 2  | 2  | 4  | 12 | 3  | 0 | 0  | 0  | 0 |
| 2022–2023    | Manitoba Moose       | AHL          | 14 | 2  | 1  | 3  | 8  | —  | — | —  | —  | — |
|              | Seattle Thunderbirds | WHL          | 26 | 17 | 21 | 38 | 12 | 17 | 6 | 20 | 26 | 8 |
| 2023–2024    | Winnipeg Jets        | NHL          | 1  | 0  | 1  | 1  | 0  | —  | — | —  | —  | — |
|              | Manitoba Moose       | AHL          | 63 | 20 | 34 | 54 | 38 | —  | — | —  | —  | — |
| NHL totalt   | NHL totalt           | NHL totalt   | 1  | 0  | 1  | 1  | 0  | —  | — | —  | —  | — |
| AHL totalt   | AHL totalt           | AHL totalt   | 77 | 22 | 35 | 57 | 46 | —  | — | —  | —  | — |
| Liiga totalt | Liiga totalt         | Liiga totalt | 99 | 11 | 16 | 27 | 61 | 3  | 0 | 0  | 0  | 0 |

### Internationellt
| Källa: Uppdaterad: 2024-04-19 | Källa: Uppdaterad: 2024-04-19 | Källa: Uppdaterad: 2024-04-19 |         | Utv = Utvisningsminuter | Utv = Utvisningsminuter | Utv = Utvisningsminuter | Utv = Utvisningsminuter | Utv = Utvisningsminuter |
| År                            | Lag                           | Mästerskap                    | Matcher | Mål                     | Assists                 | Poäng                   | Utv                     |                         |
| ----------------------------- | ----------------------------- | ----------------------------- | ------- | ----------------------- | ----------------------- | ----------------------- | ----------------------- | ----------------------- |
| 2019                          | Finland                       | Hlinka Gretzky                | 3       | 3                       | 0                       | 3                       | 0                       |                         |
| 2021                          | Finland                       | JVM                           | 7       | 1                       | 3                       | 4                       | 0                       |                         |
| 2021                          | Finland                       | U18-VM                        | 5       | 0                       | 5                       | 5                       | 2                       |                         |
| 2022                          | Finland                       | JVM                           | 5       | 1                       | 0                       | 1                       | 4                       |                         |
| 2023                          | Finland                       | JVM                           | 5       | 1                       | 0                       | 1                       | 4                       |                         |
| Junior totalt                 | Junior totalt                 | Junior totalt                 | 25      | 6                       | 8                       | 14                      | 10                      |                         |